# Administração militar (Alemanha nazista)
Durante a Segunda Guerra Mundial, a Alemanha nazista decidiu criar, em territórios ocupados que eram conhecidos como de autoridade da administração militar, regimes liderados por militares. Se diferiam dos governos liderados por oficiais do Partido Nazista (Reichskommissariat), visto que normalmente, uma administração militar, era liderada por um comandante militar.

## Locais
- Administração militar na Polônia (Militärverwaltung in Polen)
- Administração militar na União Soviética (Militärverwaltung in der Sowjetunion)
- Administração militar na Grécia (Militärverwaltung in Griechenland)
- Administração militar na França (Militärverwaltung in Frankreich)

- Administação militar na Sérvia (Militärverwaltung in Serbien)
- Administração militar na Bélgica e no norte da França (Militärverwaltung in Belgien und Nordfrankreich)